# Chryso-hypnum elegantulum
Chryso-hypnum elegantulum là một loài Rêu trong họ Hypnaceae. Loài này được (Hook.) Hampe mô tả khoa học đầu tiên năm 1870.